# Antonio Maura
Antonio Maura y Montaner GCTE (Palma de Maiorca, 2 de maio de 1853 — Torrelodones, 13 de dezembro de 1925) foi um político e escritor espanhol. Ocupou o lugar de presidente do governo em cinco ocasiões.
Sendo Súbdito de Sua Majestade Católica e Presidente do Conselho de Ministros, foi agraciado com a Grã-Cruz da Ordem da Torre e Espada a 7 de Janeiro de 1904 (Diário do Governo, N.° 8, 12 de Janeiro de 1904).
Foi sepultado no Cemitério de San Isidro.